# 透析
透析，又称为血液净化（英語：Dialysis）是利用半透膜将小分子和大分子分离的一种技术；是当肾脏无法正常工作时，代替肾脏从机体内清除代谢废物和过多水分的人工过程。
在医学中，透析被用来代替因为肾衰竭而丧失功能的肾，俗稱「洗腎」。透析可以被用来救助突然的暂时丧失其肾功能的病人（急性肾衰竭），也可以被用来救助永久性丧失肾功能的患者（慢性肾脏病）。在全球范围内，最常见的肾脏替代疗法是透析 (78%)，其余 22% 的患者接受肾移植。
一般来讲，透析有血液透析和腹膜透析两种，大约 90% 接受透析的患者接受血液透析治疗。
在很多情况下，血液透析也可以用于对病人的抢救，如摇头丸引起的横纹肌溶解症等。 因为血液透析和其他药物的出现，战场上由战伤引起的急性肾衰竭，其死亡率已下降了90％以上。
对于腹膜完整且神智清醒能自我操作腹膜透析器材的病人，腹膜透将给予病人更大的自由。因为腹膜透析的不间断性，在感染控制得当的情况下它的并发症较少。
大多数情况下，透析病人的生活品質比其他内科慢性病差。血透机直接接触循环系统常引起低血压、发热、骨质疏松和微量元素失调。另外，透析通道的卫生学处理也需要多加注意。

## 另見
- 腹膜透析
- 血液透析
- 腎臟移殖

## 延伸閱讀
- Stefania Crowther; Lois Reynolds; Tilli Tansey, eds. (2009), History of Dialysis in the UK: c. 1950-1980, Wellcome Witnesses to Contemporary Medicine, History of Modern Biomedicine Research Group, ISBN 978-0-85484-122-6, Wikidata Q29581768

## 外部連接
- Machine Cleans Blood While You Wait （页面存档备份，存于）—1950 article on early use of dialysis machine at Bellevue Hospital New York City—i.e. example of how complex and large early dialysis machines were
- Home Dialysis Museum （页面存档备份，存于）—History and pictures of dialysis machines through time
- Introduction to Dialysis Machines[]—Tutorial describing the main subfunctions of dialysis systems.
- First Nations man conducts own dialysis treatments to avoid move to the city （页面存档备份，存于）—CBC News (November 30, 2016)
- （页面存档备份，存于）

Template:Urologic procedures